# Nationaal park Mont Sangbé
Het Nationaal park Mont Sangbé is een beschermd natuurgebied in het westen van Ivoorkust. Het nationaal park werd opgericht in 1976 en is 975 km² groot.
Het park omvat de bergmassieven van Mont Sangbé, Kangolo en Mont Bain. Het gaat om moeilijk toegankelijk terrein, verspreid over drie Ivoriaanse regio's (Tonkpi, Bafing en Worodougou). Het bergmassief van Mont Sangbé werd in 1945 al beschermd onder het Franse, koloniale bestuur. Binnen het park wonen meer dan 50.000 mensen.
In het nationaal park leven bosolifanten, bosbuffels, bosbokken, oribi-antilopen, sabelantilopen, dwergantilopen en kobantilopen.